# Heddesheim (Badenia-Wirtembergia)

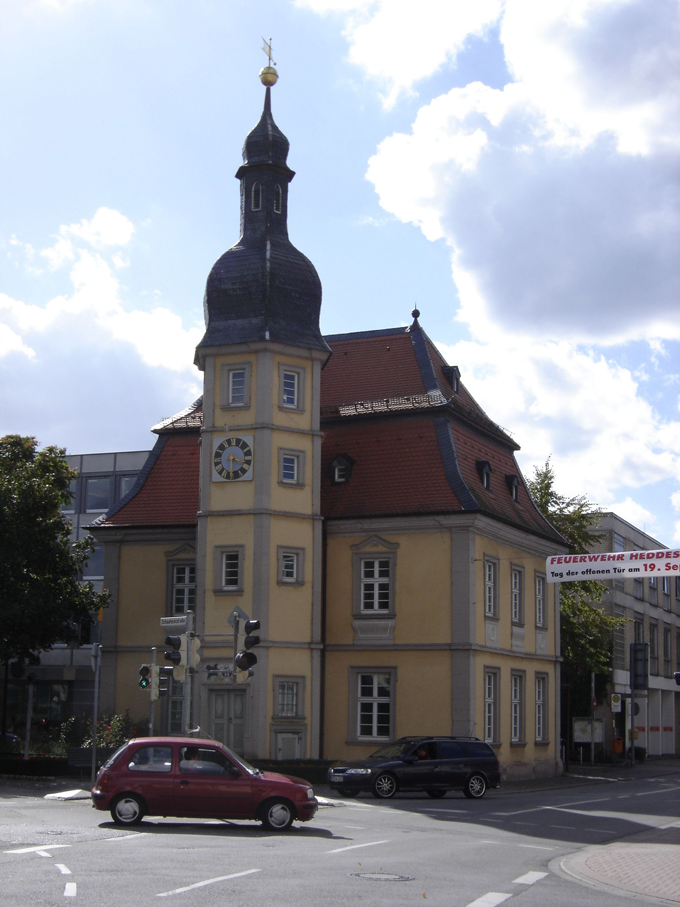
Ratusz

Heddesheim – miejscowość i gmina w Niemczech, w kraju związkowym Badenia-Wirtembergia, w rejencji Karlsruhe, w regionie Rhein-Neckar, w powiecie Rhein-Neckar. Leży ok. 15 km na północ od Heidelbergu, przy autostradzie A5 i linii kolejowej Mannheim–Frankfurt nad Menem.